# زنبق بی‌برگ
زنبق بی‌برگ (نام علمی: Iris aphylla) نام یک گونه از سرده زنبق است.